# Afrancesamento de Bruxelas

Idiomas da Bélgica: Bruxelas tornou-se um enclave oficialmente bilíngüe dentro da área de língua holandesa

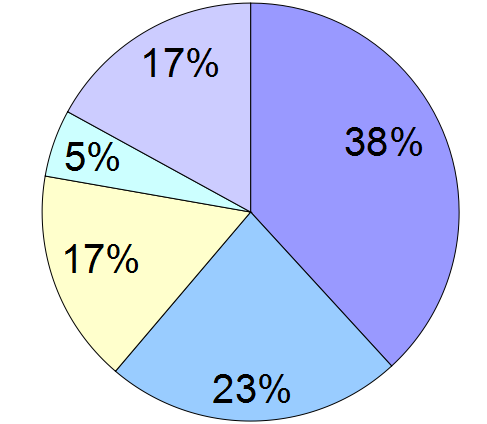
Línguas faladas em casa em Bruxelas. (2013)

O Afrancesamento de Bruxelas refere-se à evolução, ao longo dos últimos dois séculos, desta cidade historicamente de fala neerlandesa em uma cidade maioritariamente francófona. A principal causa  dessa transição foi a rápida assimilação da população flamenga, e a imigração procedente da França e da Valônia.
A ascensão dos francês na vida pública começou gradualmente depois de independência belga no final do século XVIII, e aumentou à medida que a população de nova capital crescia. O holandês que na Bélgica não era estandarlizado não podiam competir com o francês, que era a linguagem do judiciário, da administração, do exército, da educação, da alta cultura e da mídia.
O valor e o prestígio da língua francesa eram tão universalmente reconhecidos que depois de 1880, mais particularmente após a virada de o século, proficiência em francês entre os falantes de holandês aumentou espetacularmente. Embora a maioria da população permanecesse bilíngue até a segunda metade do século XX, o dialeto brabantiano original [26] não era mais transmitido de geração em geração, levando a partir de 1910 a um aumento de falantes monolingues de francês.
Essa mudança de idioma enfraqueceu depois dos anos 1960, quando a fronteira da língua foi fixada, o status do holandês como idioma oficial foi confirmado, e o centro econômico do país mudou se para o norte.
No entanto, com a chegada de imigrantes e a emergência de Bruxelas no período pós-guerra como um centro de política internacional, o uso do holandês continuou a declinar. Simultaneamente, à medida que a área urbana de Bruxelas se expandia, as cidades de língua holandesa na periferia de Bruxelas também se tornavam predominantemente de língua francesa.
Essa tendência de Afrancesamento progressivo, apelidada de "mancha de óleo" por seus opositores, juntamente com o futuro de Bruxelas, são uma das questões mais polêmicas da política belga.